# István Sztani
István Sztani [ˈiʃtvaːn ˈstɒni] (* 19. März 1937) ist ein ehemaliger ungarischer Fußballspieler und -trainer.

## Laufbahn
Sztani kam 1957 zu Eintracht Frankfurt. Mit der Eintracht gewann der Halbstürmer die deutsche Meisterschaft 1958/59. Beim 5:3-Sieg der Eintracht im Meisterschaftsfinale gegen Kickers Offenbach  erzielte er zwei Treffer. In den zwei Jahren bei der Eintracht kam er auf 36 Oberligaspiele, in denen er 20 Tore schoss. Ebenfalls kam er zu 5 Einsätzen im DFB-Pokal, in denen er 4 Tore schoss und zu 7 Einsätzen in der Endrunde zur deutschen Meisterschaft 1959 (7 Tore). 
Im selben Jahr wechselte er zu Standard Lüttich nach Belgien, wo er bis 1965 blieb und anschließend zurück nach Frankfurt wechselte. Bis 1968 absolvierte er in drei Spielzeiten 21 Bundesligaspiele für die Eintracht, in denen er nur noch 3 Tore schoss. In der Saison 1966/67 spielte er für die Eintracht auch in der Intertoto-Runde, in der er bei acht Einsätzen ein Tor schoss. 
In der Saison 1968/69 spielte er für den TuS Makkabi Frankfurt. Danach wechselte er wieder nach Belgien, wo er bis 1973 als Spieler und von 1969 bis 1973 als Spielertrainer für AA Gent aktiv war. In der Saison 1973/74 war er Spielertrainer des RRC Tournaisien.
In der Saison 1974/75 übernahm Sztani das Traineramt beim 1. FC Schweinfurt 05 und erreichte in der Zweiten Bundesliga Süd den dritten Platz. Gleichwohl verließ er Schweinfurt. In der Saison 1975/76 war Sztani Trainer beim VfB Stuttgart in der Zweiten Bundesliga Süd, wurde aber schon am 31. März 1976 entlassen, als der angestrebte Aufstieg in die Erste Bundesliga so gut wie unerreichbar geworden war. In der Saison 1976/77 trainierte er ab dem 20. Oktober 1976 in der Zweiten Liga Süd den FK Pirmasens und in der Saison 1978/79 bis zum 15. Mai 1978 den FC Bayern Hof. Vom 1. Juli 1979 bis zum 28. November 1979 trainierte er in der Zweiten Liga Nord den SV Arminia Hannover. Sein letztes Trainerengagement im Profibereich war vom 27. März 1980 bis zum Ende der Saison 1979/80 beim FV 04 Würzburg.
Zwischen Januar und Oktober 1999 war er Jugendtrainer der Eintracht.
Sztani ist Mitglied im Verwaltungsrat bei Rot-Weiss Frankfurt. Er trainierte auch im Auftrag von Rot-Weiss Frankfurt die Fußballmannschaft der Praunheimer und Oberräder Behindertenwerkstätten.
Seit 2012 ist er im Jugendbereich des 1. FC-TSG Königstein aktiv. Dort trainierte er u. a. die A-Jugend und ist als Techniktrainer und in den Fußballcamps des Vereins aktiv.
Nebenbei unterstützt er den Nachwuchsspieler Luis Majchrzak vom 1. FSV Mainz 05 in seiner Weiterentwicklung aus der U 16 in die Juniorenbundesliga.

## Erfolge
- Deutsche Meisterschaft 1958/59